# Arvydas Sabonis
Arvydas Sabonis (* 19. prosince 1964 Kaunas) je litevský profesionální hráč košíkové v pozici středového útočníka, legenda litevského basketbalu. Výška: 220 cm, číslo dresu: 11.

## Kariéra
Kariéru profesionálního hráče košíkové započal v Kaunaském klubu BC Žalgiris v roce 1981. Tři sezóny v pořadí (v letech 1985–1987 pomohl v lize košíkové Sovětského svazu svému klubu vybojovat zlaté medaile. V roce 1982 se v sestavě sborné SSSR zúčastnil mistrovství světa a tým SSSR získal zlatou medaili. V roce 1985 se stal šampionem na mistrovství Evropy ve Stuttgartu a na univerziádě v Kóbe. V roce 1984 a 1985 Italský časopis „Gazzetta dello Sport” A. Sabonise vybral jako nejlepšího evropského hráče roku. V roce 1985 v 77. volání náboru hráčů do NBA si ho vybral tým Atlanta Hawks, ale tento výběr byl anulován pro nízký věk Sabonise. V následujícím roce ve 24. volání v prvním kole Sabonise pozval tým Portland Trail Blazers, ale z politických důvodů mu nebylo dovoleno vycestovat do USA. V roce 1988 ho trenér sovětské sborné Alexandr Gomelskij povolal do týmu pro zápasy na olympijských hrách v Soulu i přesto, že se sotva stačil uzdravit po těžkém traumatu. Sabonis tehdy pomohl sborné porazit tým USA (to byla teprve druhá prohra USA od roku 1936) a ve finále vybojovat zlato. V roce 1988 byl potřetí vyhodnocen jako nejlepší hráč Evropy. V roce 1989 již směl vycestovat ze SSSR, ale tehdy nezamířil do Portland Trail Blazers, ale do španělského týmu CB Valladolid. Od roku 1992 pokračoval v týmu Real Madridu. V letech 1993 a 1994 se s Realem Madrid stal šampiónem Španělska a v roce 1995 vybojoval pohár šampionátu evropských klubů (nynější Euroliga. V letech 1993 a 1995 opět vyhodnocen jako nejlepší hráč Evropy. V roce 1995 přestoupil do Portland Trail Blazers, kde hrál sedm sezón (v sezóně 2001/2002 nehrál). V roce 1997 vyhodnocen jako nejlepší hráč Evropy. V roce 1999 jej návštěvníci internetových stránek NBA.com vybrali jako cizince, který měl největší vliv na NBA. V roce 2004 se po 14leté přestávce vrátil do Litvy a s Kaunaským týmem Žalgiris se stal litevským šampiónem a nejužitečnějším hráčem sezony Euroligy. 15. května 2004 sehrál svůj poslední zápas coby profesionální hráč: v superfinále proti týmu Lietuvos rytas Vilnius vhodil 14 bodů, vybojoval 13 míčů pod košem a pomohl vyhrát finále LKL. Protože již delší dobu aktivně nesportoval, v prosinci roku 2005 prohlásil, že ukončuje kariéru profesionálního basketbalisty.
- Dne 27. září 2011 po tréninku A. Sabonis dostal infarkt. Záchranka jej odvezla do Kaunaské kliniky, kde byl úspěšně léčen – operován.[1] A. Sabonis po propuštění z kliniky oznámil, že následující půlrok bude muset dodržovat doporučení lékaře a vtipkoval, že ze svých oblíbených činností si bude moci užívat jedině sexu. Jasně, teď mi říkali: kouřit nesmíš, pít nesmíš, košíkovou hrát nesmíš... zbyl jen sex z toho, co mám v oblibě. A vše ostatní musím hodně opatrně: nesmím zvedat těžké věci...[2]

## Rodina
Jeho manželka Ingrida Mikelionytė-Sabonienė byla vítězkou soutěže krásy „Gražioji vilnietė – 88“ (Krásná vilniusanka – nyní Miss Litva). Mají spolu čtyři děti: syny jménem Domantas, Tautvydas, Žygimantas a dceru jménem Aušrinė (Sabonytė). Jeho rodiče jsou Andrius Sabonis a Milda Sabonienė. Hovoří litevsky, rusky, polsky, španělsky a anglicky. Ve volném čase Arvydas rád rybaří.

## Ocenění
- V roce 1995 Řádem III. stupně velkoknížete litevského Gediminase
- 1996 Řádem I. stupně velkoknížete litevskéno Gediminase
- 2001 Olympijský řád (nejvyšší ocenění) Mezinárodního olympijského výboru (IOC)
- 11. září 1997 mu byl udělen titul čestného občana Kaunasu
- V srpnu 2010 FIBA oznámila, že A. Sabonis bude zařazen do Síně slávy FIBA[3]
- 2011 zařazen do Síně slávy NBA